# Utricularia helix
Utricularia helix — вид рослин із родини пухирникових (Lentibulariaceae).

## Біоморфологічна характеристика
Водна трав'яниста однорічна рослина. Часток чашечки 2. Віночок ≈ 5 мм ушир; піднебіння з 3 жовтими гребенями. Квітки рожево-блакитно-пурпурні, у листопаді.

## Середовище проживання
Проживає на півдні Західної Австралії.
Населяє сезонні болота. Росте на мілководді 5–15 см глибиною.